# Mer de Ligurie
La mer de Ligurie ou mer Ligurienne (en italien mar Ligure et en corse mari Licuru), est la mer qui baigne la Ligurie. Elle est une division de la mer Méditerranée au même titre que la mer Tyrrhénienne dont elle est adjacente.

## Géographie
L'Organisation hydrographique internationale définit les limites de la mer de Ligurie de la façon suivante : 
- Au sud-ouest : une ligne joignant le cap Corse (cap Grosso) (43° 00′ 36″ N, 9° 23′ 01″ E) à la frontière italo-française (43° 47′ 03,37″ N, 7° 31′ 47,78″ E) ;

- Au sud-est : une ligne joignant le cap Corse à l'Île du Tinetto, (44° 01′ 24″ N, 9° 51′ 04″ E), passant ensuite par les îles Tino et Palmaria, et allant à la pointe San Pietro (en) de la côte italienne (44° 02′ 53″ N, 9° 49′ 56″ E) ;

- Au nord : la côte ligure italienne.

La mer de Ligurie  tient son nom des Ligures, peuple qui vivait notamment le long de ses rivages.
Elle se trouve au nord-ouest de la mer Tyrrhénienne et à l'est de la partie nord du bassin algéro-provençal.
La partie la plus septentrionale de la mer porte le nom de golfe de Gênes. Une profondeur maximale de plus de 2 850 m est atteinte au nord-est de la Corse.
Le littoral de la mer de Ligurie, au climat très clément, accueille un tourisme balnéaire abondant, surtout italien, sur la riviera di Ponente (de Sanremo à Gênes) et la riviera di Levante (de Gênes à Porto Venere).
Les plus grands ports qui la bordent sont Savone et Gênes.
La mer de Ligurie constitue un régulateur thermique au sein de la mer Méditerranée, ses côtes étant marquées par des hivers très doux et des étés chauds mais non caniculaires. En outre de nombreuses dépressions s'y creusent, apportant une pluviométrie abondante (supérieure à 1 000 mm par an par endroits).

### Les limites de la mer de Ligurie selon l'Italie
À titre indicatif, précisons que l'Institut hydrographique de la Marine militaire italienne définit les  limites de la mer de Ligurie comme il suit :
- limite occidentale : suivant une ligne joignant le cap Ferrat près de Nice et la pointe de la Revellata près de Calvi en Haute-Corse ;
- limite orientale : suivant une ligne reliant le cap Corse (au niveau de Capu Sagru) et le promontoire de Piombino.

Ces limites n'étant pas reconnues par l'Organisation hydrographique internationale sont par conséquent arbitraires. 
Toujours du point de vue italien, la mer de Ligurie borde la France (Haute-Corse et Alpes-Maritimes), l'Italie (Ligurie, nord de la Toscane, îles de Gorgone et de Capraia) et la principauté de Monaco. Selon les définitions italiennes, la limite avec la mer Tyrrhénienne se situe par conséquent au niveau du canal de Corse.

## Protection écologique
En 1999, pour protéger les nombreuses espèces de cétacés présentes dans la mer de Ligurie (tels que Stenella coeruleoalba), les États limitrophes ont accordé à cette mer le statut de SPAMI (Specially Protected Areas of Mediterranean Importance, zone de la mer Méditerranée d'importance spéciale) et créé le sanctuaire Pelagos.
Le Sanctuaire des cétacés de la mer de Ligurie couvre 84 000 km2 aussi bien en eaux territoriales qu'en mer ouverte.
Depuis 1996, l'Italie a fondé le parc national de l'archipel toscan chargé de la sauvegarde des sept grandes îles de l'archipel ainsi que des fonds des mers Tyrrhénienne et de Ligurie, ainsi que leur importante faune. Jusqu'à aujourd'hui, il est considéré comme le plus grand parc marin d'Europe.
Depuis 1999 existe le parc national de Cinque Terre, qui se trouve aux environs de La Spezia et qui, chaque année, accueille de nombreux  touristes venus du monde entier pour ses magnifiques paysages et son architecture.